# Hełmówka wielkozarodnikowa

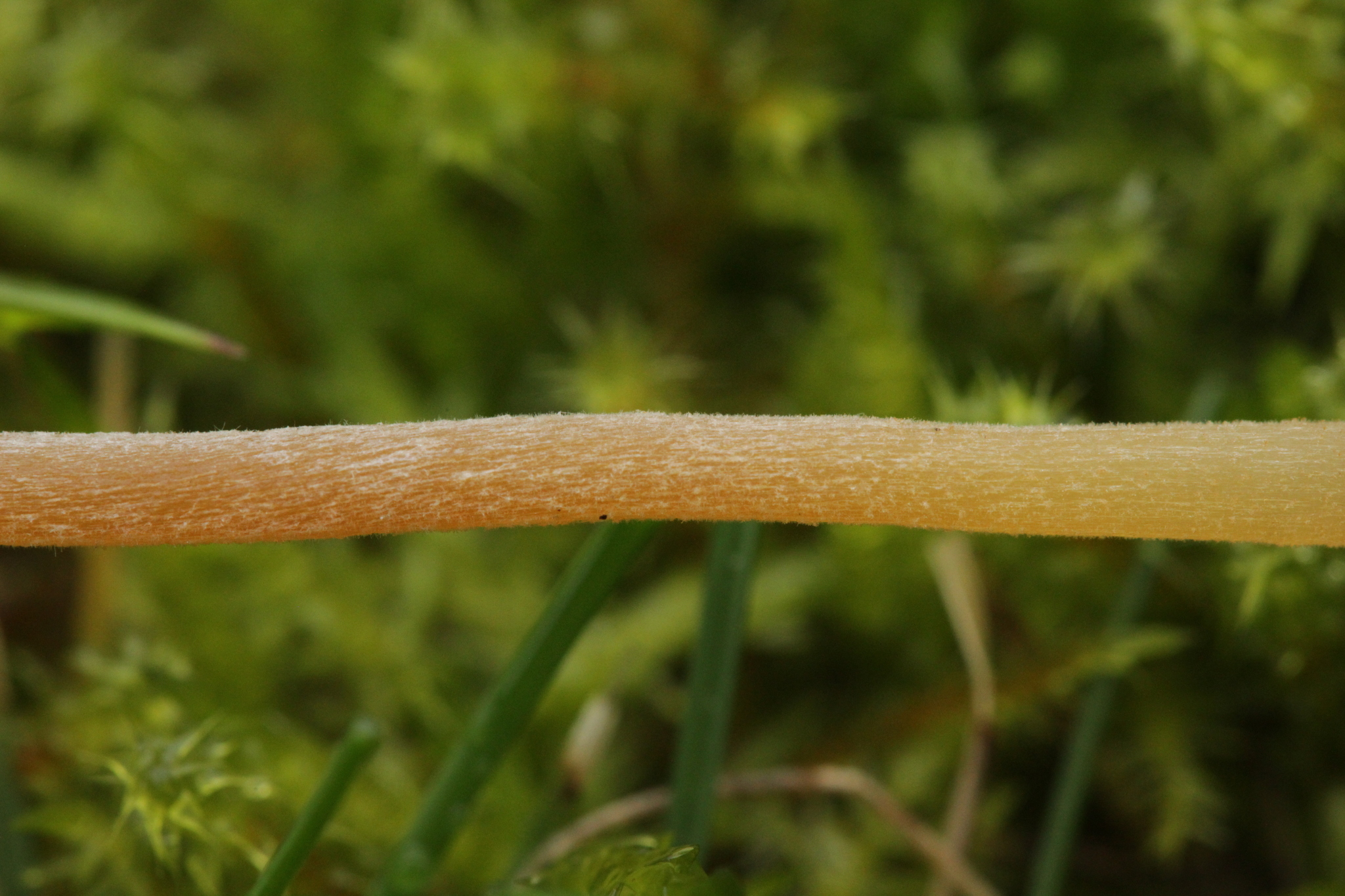
Trzon

Hełmówka wielkozarodnikowa (Galerina clavata (Velen.) Kühner) – gatunek grzybów należący do rodziny Hymenogastraceae.

## Systematyka i nazewnictwo
Pozycja w klasyfikacji według Index Fungorum: Galerina, Hymenogastraceae, Agaricales, Agaricomycetidae, Agaricomycetes, Agaricomycotina, Basidiomycota, Fungi.
Po raz pierwszy takson ten zdiagnozował w 1921 roku Josef Velenovský, nadając mu nazwę Galera fragilis var. clavata. Obecną, uznaną przez Index Fungorum nazwę nadał mu w 1935 roku Robert Kühner. Synonimy:
- Galera clavata (Velen.) J.E. Lange 1939
- Galera fragilis var. clavata Velen. 1921

Nazwę polską zaproponował Władysław Wojewoda w 2003 r.

## Morfologia
Kapelusz
O średnicy 0,5–1,5 cm, początkowo dzwonkowaty, później zaokrąglono-stożkowy do wypukłego. Jest higrofaniczny, przy brzegu przezroczyście prążkowany, w stanie wilgotnym od jasnożółtego do jasnoczerwonożółtego, po wyschnięciu staje się bladożółty.
Blaszki
17-23 z blaszeczkami (l = 1-3), przyrośnięto-wykrojone, dość rzadkie, o szerokości do 15 mm, wypukłe, początkowo jasnożółte, później jasnoczerwone.
Trzon
Wysokość 3–5,5 cm, grubość 0,1–0,2 cm, cylindryczny, nieco maczugowaty z pogrubioną podstawą, pusty. Powierzchnia początkowo jasnożółta, następnie staje się jasnoczerwona, pokryta bardzo cienkimi włóknami białawej osłony, który szybko znika.
Miąższ
W kapeluszu jasnożółty, w trzonie żóltoczerwony, bez wyraźnego zapachu i smaku.
Cechy mikroskopowe
Bazydiospory 11–15 × 5,5–7,5 μm, Q = 1,69–2,28, pokryte drobnymi brodawkami, bez pory rostkowej, w widoku z przodu owalne, eliptyczne i wydłużono- jajowate, z lekko zaostrzonym wierzchołkiem, w widoku z boku lekko migdałowate, dość grubościenne, jasnoczerwone. Podstawki 25,5– 38,0 × 9,5–11,5 μm, maczugowate, 2- i 4-zarodnikowe. Cheilocystydy 29–41 × 7– 13 μm, stożkowate, cylindryczne lub z szyjkami zwężonymi ku górze o długości 7,0–15 μm i często pogrubione na końcu, tworzące główkę o szerokości 3,5–10 μm. Pleurocystyd i pilocystyd brak. Kaulocystydy dwóch typów: a) 31–67 × 9–13,5 μm, stożkowate z szyjką o długości do 23 μm i kształtem przypominającym głowę z pogrubionym wierzchołkiem o szerokości 5–11,5 μm, czasami rozwidlonym; b) 20–50 × 7–14,5 μm, cylindryczne, maczugowate, workowate i butelkowate. Strzępki skórki kapelusza cylindryczne, prawie gładkie, o długości ok. 100 mm i grubości 6–8,5 μm. Brak sprzążek.
Gatunki podobne
Hełmówka wielkozarodnikowa charakteryzuje się unikalnym, jaskrawym kolorem i bladym trzonem z drobnymi resztkami
Na podobnych siedliskach występuje hełmówka murawowa (Galerina graminea), która też ma podobne owocniki, ale jest mniejsza, bardziej blada i ma gładki trzon bez resztek osłony.

## Występowanie i siedlisko
Hełmówka wielkozarodnikowa występuje głównie w Europie, poza nią podano jej występowanie na pojedynczych stanowiskach w USA (stan Waszyngton) i w Argentynie. W piśmiennictwie naukowym na terenie Polski do 2003 r. podano 5 stanowisk, wiele nowych podano w późniejszych latach. Aktualne stanowiska podaje internetowy atlas grzybów.
Grzyby mszakolubne rozwijające się w wilgotnych miejscach wśród mchów, na trawnikach, łąkach, polanach, w lasach i zaroślach, na przydrożach, rzadko w parkach.